# First Day of My Life (песня Мелани Си)
«First Day of My Life» (с англ. — «Первый Первый день моей жизни») — третий сингл Melanie C с альбома Beautiful Intentions. Он был выпущен 30 сентября 2005 года только в Германии, Австрии и Швейцарии. Позднее сингл был выпущен на международной уровне. Он стал номером один в Германии, Швейцарии, Испании, Португалии. Было продано более 550000 копий. В итоге сингл стал платиновым в Германии и золотым в Австрии и Швейцарии. Песня стала самым успешным синглом Мелани В Европе. На сегодняшний день он был продан тиражом более 1,5 миллиона копий по всему миру.

## Информация о песне
Песня была написана Guy Chambers и Enrique Iglesias и была зарегистрирована на итальянского тенора Andrea Bocelli под названием «Un Nuovo Giorno» (Новый день). Песня изначально не входила в альбом Beautiful Intentions, но вошла в переизданную версию альбома, которую выпустили в Германии, Австрии, Швейцарии и некоторых других европейских странах. После огромного успеха сингла в Европе Мелани записала эту песню на французском языке (Je suis née pour toi) для продвижения сингла и альбома на французском рынке. «First Day of My Life» появилась и в четвёртом альбоме Мелани Си This Time в качестве бонус-трека в итальянском издании альбома.
Также песня была номинирована как «Лучший сингл года» в 2006 году на ECHO Awards в Германии, но проиграла Madonna c песней Hung Up.

## Позиции в чартах
Песня стала одним из самых больших хитов в Европе в 2005 году, но она никогда не была выпущена в Великобритании как коммерческий сингл, хотя и была включена как сторона Б на одном из двух британских компакт-дисков ее сингла "Carolyna". 15 сентября 2006 года «First Day of My Life» получила платиновый статус в Германии, где было продано более 400000 копий сингла. В Швейцарии сингл провел 76 недель в чарте, стартовав с 15 места 16 октября 2005 и вылетев из чарта только 13 мая 2007 года с 87 места. За это время сингл 2 недели провел на 1 месте.

## Музыкальное видео
Видео снимали в Ганновере, Германия 26 августа 2005 года. Для ключевых сцен были закрыты самые известные улицы города.

## Список композиций и форматы
- Европейский 3-Track CD

1. «First Day of My Life» — 4:04
2. «First Day of My Life» (acoustic version) — 4:04
3. «Runaway» — 3:24

- Немецкий 2-Track CD

1. «First Day of My Life» — 4:04
2. «Runaway» — 3:24

- Немецкий Maxi CD

1. «First Day of My Life» — 4:04
2. «First Day of My Life» (acoustic version) — 4:04
3. «Runaway» — 3:24
4. «First Day of My Life» (music video) — 4:04

- Австралийский Maxi CD

1. «First Day of My Life»
2. «First Day of My Life» (acoustic)
3. «Better Alone» (special Productions Re-work)
4. «Better Alone» (edit)
5. «Better Alone» (pop mix)

- Французский CD

1. «First Day of My Life» — 4:04
2. «First Day of My Life» (acoustic version) — 4:04

- Итальянский CD

1. «First Day of My Life» — 4:04
2. «First Day of My Life» (acoustic version) — 4:04
3. «Warrior» — 3:47
4. «First Day of My Life» (music video) — 4:04

## Чарты
| Чарт (2005)                     | Пик позиция |
| ------------------------------- | ----------- |
| Австралия (ARIA)                | 65          |
| Австрия (Ö3 Austria Top 40)     | 2           |
| Чехия (Rádio — Top 100)         | 3           |
| Бельгия/Валлония (Ultratop 50)  | 53          |
| Дания (Tracklisten)             | 18          |
| Франция (SNEP)                  | 25          |
| Германия (GfK)                  | 1           |
| Италия (FIMI)                   | 32          |
| Нидерланды (Single Top 100)     | 94          |
| Норвегия (VG-lista)             | 14          |
| Португалия (AFP)                | 1           |
| Испания (PROMUSICAE)            | 1           |
| Швеция (Sverigetopplistan)      | 9           |
| Швейцария (Schweizer Hitparade) | 1           |

| Чарт (2005) | Позиция |
| ----------- | ------- |
| Австрия     | 7       |
| Германия    | 12      |
| Швейцария   | 13      |
| Чарт (2006) | Позиция |
| Австрия     | 29      |
| Германия    | 26      |
| Швейцария   | 14      |

| Чарт(2000–2009) | Позиция |
| --------------- | ------- |
| Германия        | 21      |

## Сертификация
| Страна    | Сертификация | Продажа |
| --------- | ------------ | ------- |
| Германия  | Платина      | 500,000 |
| Австрия   | Золото       |         |
| Швейцария | Золото       | 20000   |